# Dibenzo-18-Krone-6
Dibenzo-[18]Krone-6 ist eine organische Verbindung aus der Stoffgruppe der Kronenether.

## Herstellung
Dibenzo-[18]Krone-6 kann aus Bis[2-(o-hydroxyphenoxy)ethyl]ether und Bis(2-chlorethyl)ether hergestellt werden. Auch die Herstellung aus Brenzcatechin und Bis(2-chlorethyl)ether ist möglich.

## Eigenschaften und Reaktionen
Im Vergleich zu [18]Krone-6 trägt Dibenzo-[18]Krone-6 zwei zusätzliche Phenylringe, wodurch es schlechter in Wasser und besser in unpolaren Lösungsmitteln löslich ist. Es bindet die Alkalimetalle Lithium, Natrium, Kalium, Rubidium und Caesium. Gegenüber [18]Krone-6 werden die Metalle aber überwiegend schwächer gebunden mit Ausnahme von Natrium. Die schwächere Bindung liegt vermutlich an den steifen Phenylgruppen, die das Molekül daran hindern, eine Konformation einzunehmen, in der alle Sauerstoffatome optimal an das jeweilige Kation koordinieren können.

## Verwendung
Dibenzo-[18]Krone-6 kann zur Gewinnung und Trennung von Alkali- und Erdalkalimetallen verwendet werden.